# Плотянский, Пётр Трофимович
Пётр Трофимович Плотянский (1912—1997) — капитан Советской Армии, участник Великой Отечественной войн, Герой Советского Союза (1943).

## Биография
Пётр Плотянский родился 30 января 1912 года в селе Стражгород (ныне — Тепликский район Винницкой области Украины). После окончания семи классов школы проживал и работал в Грозном. В 1935—1937 годах проходил службу в Рабоче-крестьянской Красной Армии. Демобилизовавшись, проживал и работал в Георгиевске. В 1940 году Плотянский повторно был призван в армию. Участвовал в боях советско-финской войны. В 1941 году Плотянский окончил Ростовское артиллерийское училище. С начала Великой Отечественной войны — на её фронтах. В боях три раза был ранен.
К апрелю 1943 года старший лейтенант Пётр Плотянский командовал отдельной разведротой 107-й отдельной стрелковой бригады 18-й армии Северо-Кавказского фронта. Отличился во время боёв на Малой земле. 16 апреля 1943 года Плотянский во главе разведгруппы успешно провёл разведку боем, захватив 3 дзота и важного «языка», а также отразил три немецких контратаки. 17 апреля в бою в районе села Мысхако Плотянский поднял в атаку свою роту, отбросив противника с большими для него потерями.
Указом Президиума Верховного Совета СССР от 25 октября 1943 года за «мужество и героизм, проявленные в боях на Новороссийском плацдарме», старший лейтенант Пётр Плотянский был удостоен высокого звания Героя Советского Союза с вручением ордена Ленина и медали «Золотая Звезда».
В 1948 году Плотянский окончил Ленинградскую высшую офицерскую артиллерийскую школу. В том же году в звании капитана он был уволен в запас. Проживал и работал в Красноярске, Норильске, Нальчике. Умер в августе 1997 года, похоронен на Старом кладбище Нальчика.
Был также награждён двумя орденами Отечественной войны 1-й степени и рядом медалей.